# Politiechniczeskaja
Politiechniczeskaja (ros. Политехни́ческая) – czwarta stacja linii Kirowsko-Wyborskiej, znajdującego się w Petersburgu systemu metra.

## Charakterystyka
Stacja Politiechniczeskaja została otwarta 31 grudnia 1975 roku i jest to stacja typu jednonawowego. Autorami projektu architektonicznego stacji są: S. B. Spieranski (С. Б. Сперанский), N. W. Kamienski (Н. В. Каменский), L. G. Badalian (Л. Г. Бадалян), A. S. Gieckin (А. С. Гецкин), W. P. Szuwałowa (В. П. Шувалова) i W. G. Chilczenko (В. Г. Хильченко). Według początkowych planów stacja ta miała zostać nazwana Kalininskaja (Калининская), na cześć sowieckiego przywódcy Michaiła Kalinina. Ostatecznie, z uwagi na położony niedaleko Państwowy Uniwersytet Politechniczny, który i tak nosił imię Kalinina, uznano, że dla lepszej orientacji w terenie dla podróżnych i tym samym trafniej, będzie nadać nowej stacji nazwę Politiechniczeskiej. Wejście do stacji położone jest po zachodniej stronie budynku uniwersyteckiego. Budowa Politiechniczeskiej napotkała pewne problemy geologiczne, co zmusiło władze miejskie do użycia innych niż do tej pory technologii. Opóźniło to oddanie stacji do użytku. Posadzka stacji wyłożona szarym granitem, sklepieniu nadano formę łuku o barwie białej, które jest mocno oświetlone przez lampy umieszczone u jego dołu. W dekoracjach ścian dominują barwy bieli i beżu oraz kolor żółty, a wykonane są one z marmuru.
Politiechniczeskaja położona jest na głębokości 65 metrów i, jako jednonawowa stacja metra, była to jedna z pierwszych tego typu stacji oddanych do użytku na świecie i w dawnym Związku Radzieckim. Do 2004 roku wykazywała ona najniższą częstotliwość ruchu pasażerskiego w całym petersburskim systemie metra. Od 2005 roku planowana jest przebudowa Politiechniczeskiej i jej otoczenia, z uwzględnieniem budowy centrum handlowego ponad stacją. Na jej terenie kręcone były sceny do rosyjskiego filmu Straż Dzienna. Pociągi na stacji kursują od godziny 5:37 do godziny 0:39 i w tym czasie jest ona otwarta dla pasażerów.